# WWF No Mercy
WWF No Mercy — компьютерная игра для Nintendo 64, симулятор рестлинга, а именно федерации WWF, от компании THQ.

## Геймплей
Игрок берёт управление борцом без правил — рестлером. Бой проходит на ринге, а также за его пределами в течение 10 или 20 секунд, либо, если установлено правилами, неограниченное время. Одновременно на ринге может находиться до 8 бойцов, игроки могут управлять лишь четырьмя одновременно. Каждый рестлер обладает уникальным набором ударов и приёмов. Во время захвата игрок может нанести удар, бросок, зайти за спину противника либо толкнуть его на турнбакл или канаты. Также игрок может блокировать удар, нанести контрудар или увернуться (зависит от наносимого удара). Кроме того, игрок может бегать, залезать на турнбаклы и края ринга и оттуда наносить наносить удары по противнику. Чтобы победить, игрок должен продержать противника на лопатках три секунды либо заставить сдаться от болевого приёма.
Во время боя на экране отображаются некоторые элементы HUD, которые можно отключить в опциях. Под моделью борца находится шкала игрока, на которой отображается энергия, показатель готовности сдаться и их угол.
В отличие от реального шоу, в игре на ринге судья не присутствует, а также полностью отсутствуют комментаторы. Стоит отметить, что в игре практически отсутствует физика: например, хрупкая девушка Лита может запросто поднять над собой 130-килограммового Гробовщика.

### Режимы игры

#### Exhibition
Одиночный бой — один бой, без каких-либо наград и титулов. Возможна победа удержанием или болевым (опционально).
- 1 vs. 1 Match — обычный матч один на один.
- 2 vs. 2 Tag Team Match — матч команд 2х2. По одному бойцу от команды на ринге, ещё по одному — за канатами. Если один из них устал, второй может его подменить. Если один из основных бойцов за рингом, то запасные могут выйти на ринг или за ринг и начать сражаться. Когда боец укладывает противника на лопатки, его напарник будет стараться разорвать удержание, а напарник уложившего старается это предотвратить.
- 2 vs. 2 Tornado Match — матч 2х2, оба напарника находятся на ринге.
- Triple Threat Match — матч, в котором участвуют 3 бойца, каждый сам за себя.
- Fatal 4-Way — матч, в котором участвуют 4 бойца, каждый за себя.
- Battle Royal — матч на выбывание. Участвуют 4 бойца.
- 2 vs. 1 Handicap Match — матч два на одного. Правила аналогичны бою 1х1, различаются лишь балансом.
- 3 vs. 1 Handicap Match — матч три на одного. Аналогично предыдущему.

### Создание бойца
В WWF No Mercy, как и в большинстве других спортивных симуляторов, доступно создание своего персонажа. Можно выбрать пол, цвет кожи, внешность, голос, приёмы, боевые характеристики, одежду, способ выхода, спецэффекты при нём и изображение на титантроне. Одежда выбирается отдельными фрагментами: к исходному материалу (майке и трусам) можно «прилепить» рукава и штанины и тд.

## Ростер
Все персонажи в игре имеют прототипы в реальном шоу.

### Рестлеры
- Крис Бенуа
- Биг Шоу
- Билли Ганн
- Альберт
- Стив Блэкман
- Эдди Герреро
- Гробовщик
- Скала
- Кейн
- Эдж
- Крис Джерико
- Кристиан
- Бубба Рэй Дадли
- Брэдшоу
- Винс Макмэн
- Шэйн Макмэн
- Тест
- Стив Остин
- Рикиши
- Фаарук
- Трипл Эйч
- Икс-пак
- Джефф Харди
- Мэтт Харди
- Хардкор Холли
- Ди-Вон Дадли
- Эл Сноу
- Курт Энгл
- Крэш
- Спайк Дадли
- Така Митиноку

### Дивы
- Айвори
- Лита
- Стефани Макмэн-Хэлмси
- Триш Стратус

## Оценки
| Сводный рейтинг    | Сводный рейтинг |
| Агрегатор          | Оценка          |
| ------------------ | --------------- |
| GameRankings       | 85,27 %         |
| Metacritic         | 89/100          |
| Иноязычные издания |                 |
| Издание            | Оценка          |
| EGM                | 8,17/10         |
| Game Informer      | 9,5/10          |
| GamePro            | [ 5 ]           |
| GameRevolution     | B+              |
| GameSpot           | 7,7/10          |
| IGN                | 9/10            |
| Nintendo Power     | 7,3/10          |
| X-Play             | [ 10 ]          |

WWF No Mercy получила признание критиков. Игра также имела коммерческий успех, было продано более 1 миллиона копий, что сделало ее третьей самой продаваемой рестлинг-игрой для Nintendo 64. Критики высоко оценили геймплей игры и простоту управления. GameSpot похвалил большое разнообразие приёмов, включая завершающие приёмы каждого персонажа, а также простоту выполнения этих приемов.